# Zaraza przytuliowa
Zaraza przytuliowa (zaraza zwyczajna) (Orobanche caryophyllacea Sm.) – gatunek rośliny z rodziny zarazowatych.

## Zasięg występowania
Występuje w całej Europie z wyjątkiem północnej części, w północnej Afryce oraz w Azji w środkowej części w pasie od Turcji do Chin. W Polsce rzadka, występuje na Pomorzu Zachodnim, w Wielkopolsce, na Wyżynie Lubelskiej i Roztoczu.

## Morfologia
PokrójRoślina jednoroczna o wysokości od 10 do 40 cm, wyjątkowo do 60 cm.
ŁodygaWzniesiona, koloru żółtawego lub fioletowego, z licznymi brązowymi łuskami.
LiścieBrak.
KwiatyŻółtawe, jasnobrązowe lub brązowawofioletowe o długości 2–3,5 cm. Na górnej wardze kwiatu znajdują się jasne włoski gruczołkowate.

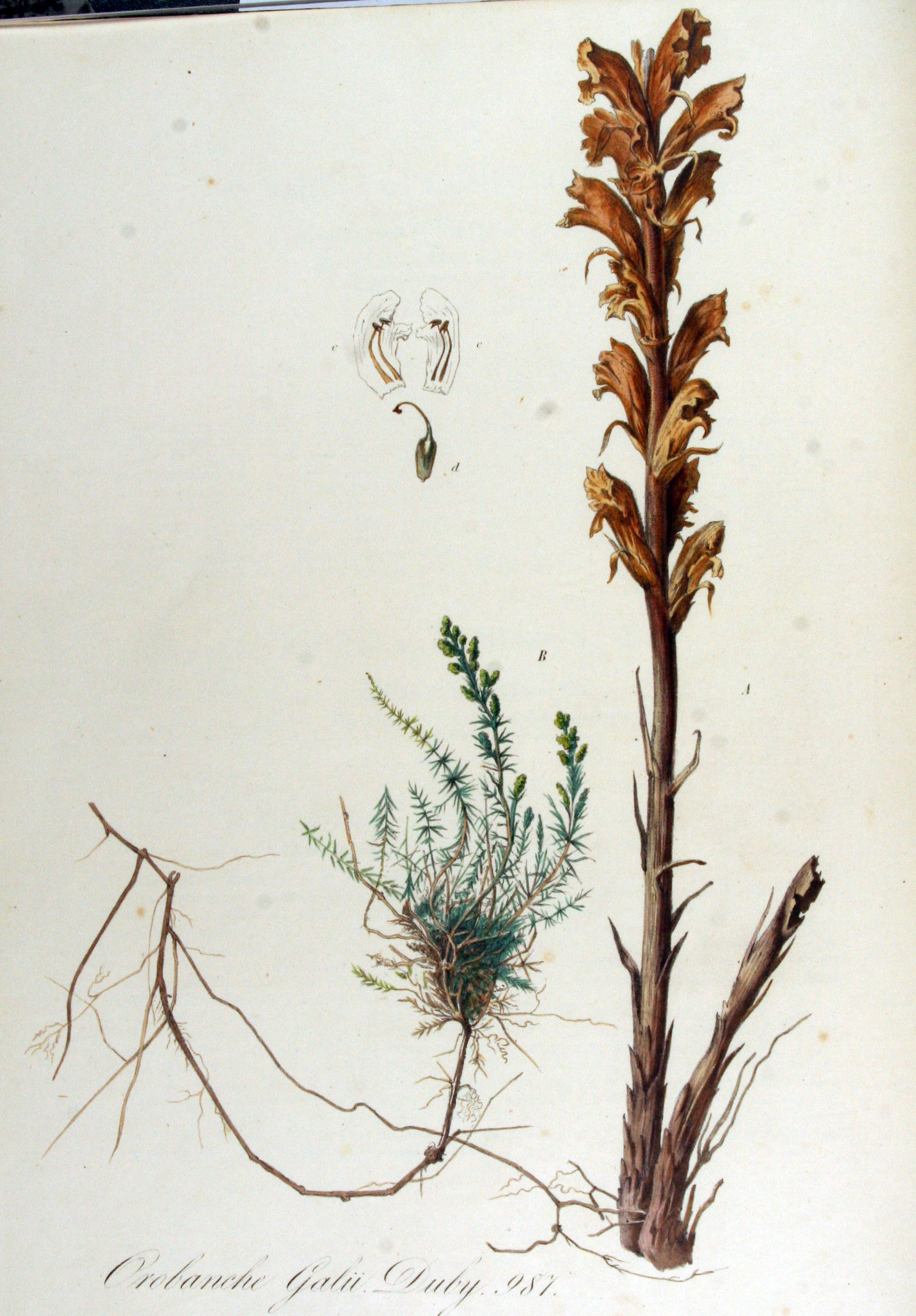
Budowa
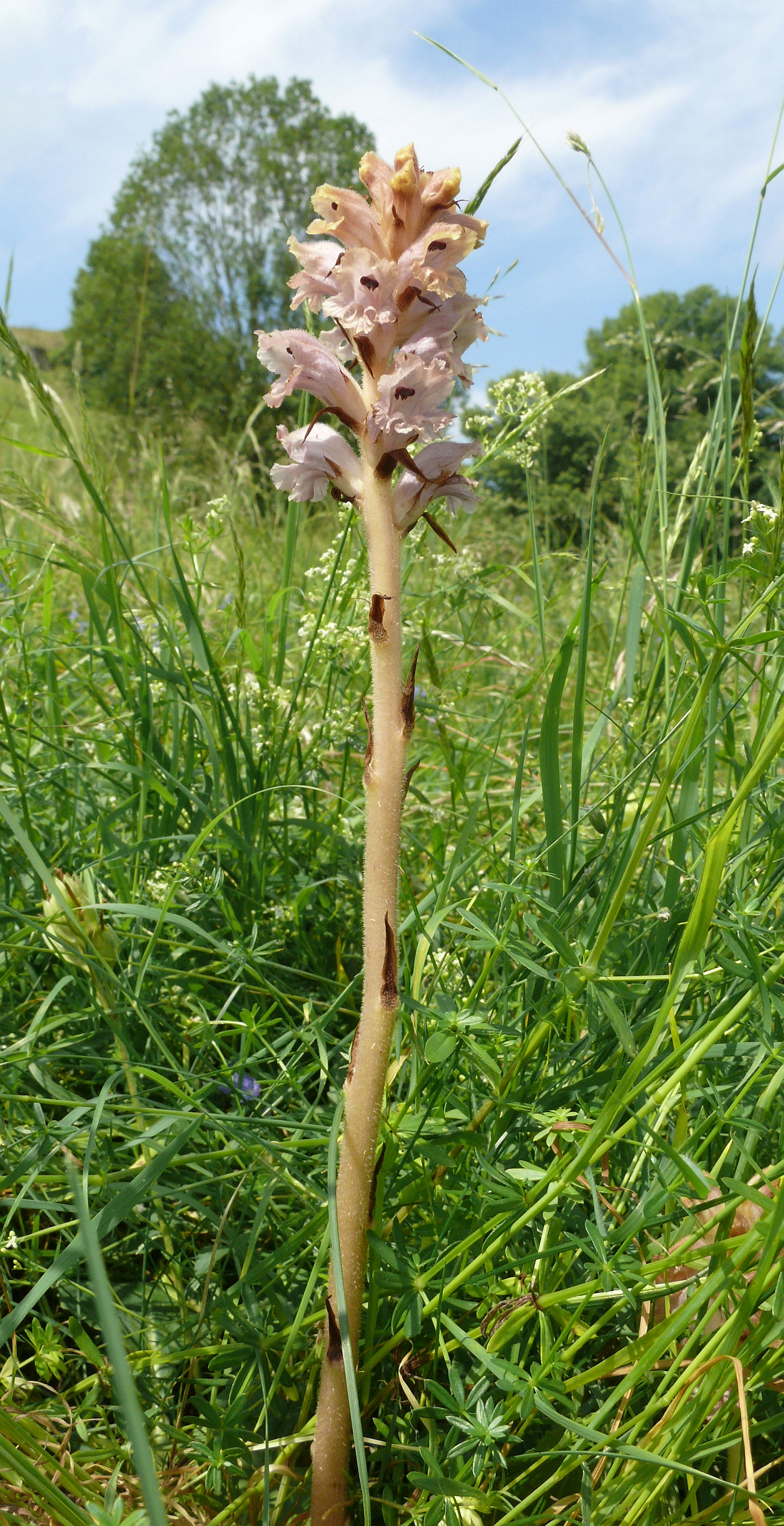
Pokrój
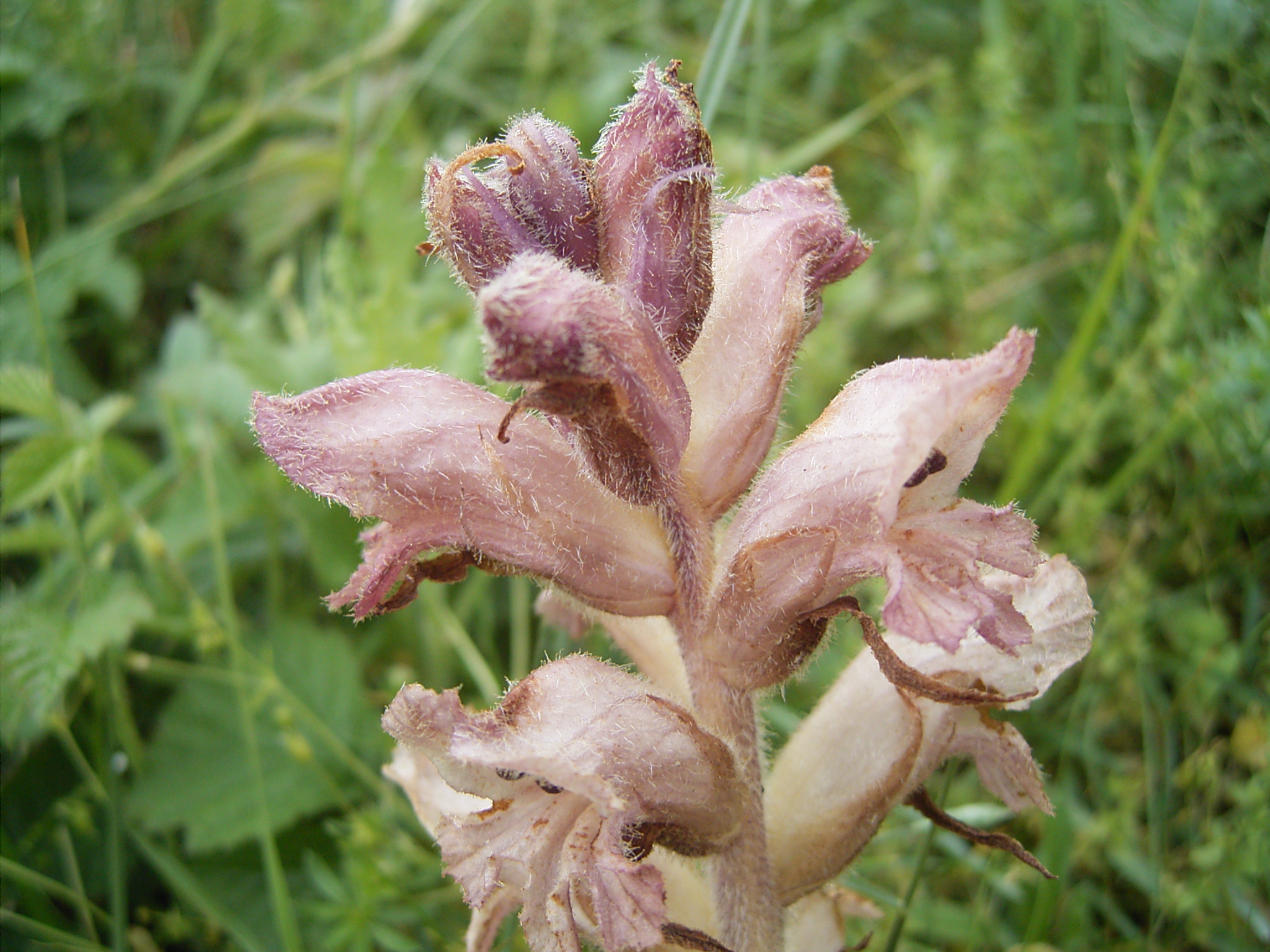
Kwiaty

## Biologia i ekologia
Roślina jednoroczna. W Polsce kwitnie od czerwca do lipca. Rośnie na ubogich łąkach i nieużytkach. Jest rośliną pasożytniczą, a jej żywicielami są rośliny z rodzaju przytulia oraz z rodziny marzanowatych.

## Zagrożenia i ochrona
W latach 2004–2014 gatunek był objęty w Polsce ochroną ścisłą, od 2014 r. znajduje się pod ochroną częściową. Został umieszczony na polskiej czerwonej liście w kategorii VU (narażony).